# Андриково
Андрико́во (бел. Андрыко́ва) — озеро в Ушачском районе Витебской области Белоруссии, в 28 км к востоку от городского посёлка Ушачи, в 0,8 км к востоку от деревни Дубровка. Принадлежит бассейну реки Туровлянки.
Площадь зеркала 0,013 км². Наибольшая глубина 4,4 м. Длина 0,18 км. Наибольшая ширина 0,1 км. Длина береговой линии около 0,48 км. Объём воды 30 тысяч кубометров.
Берега песчаные, высокие, поросшие лесом, только на востоке низкие, поросшие кустарником. Местность грядисто-холмистая, местами болотистая. На востоке расположен обширный болотистый лесной массив.